# Lūjalī
Lūjalī (persiska: لو جلی) är en ort i Iran.   Den ligger i provinsen Nordkhorasan, i den nordöstra delen av landet, 600 km öster om huvudstaden Teheran. Lūjalī ligger 1 503 meter över havet och antalet invånare är 701.
Terrängen runt Lūjalī är kuperad.Runt Lūjalī är det ganska tätbefolkat, med 75 invånare per kvadratkilometer. Närmaste större samhälle är Bīgān, 18,3 km sydväst om Lūjalī. Omgivningarna runt Lūjalī är i huvudsak ett öppet busklandskap.